# Sara Ahmed (universitaire)
Pour les articles homonymes, voir Sara Ahmed et Ahmed.
Sara Ahmed (née le 30 août 1969) est une philosophe anglo-australienne dont les champs d'études comprennent la théorie féministe, le féminisme lesbien, les études queers, la théorie critique de la race et les études postcoloniales.
Elle est considérée comme une figure fondatrice de la phénoménologie queer.

## Biographie
Sara Ahmed est née à Salford, en Angleterre, d'un père pakistanais et une mère anglaise. Ses parents émigrent à Adélaïde, en Australie, au début des années 1970. C'est là qu'elle commencera ses études supérieures avant de revenir en Grande-Bretagne pour son doctorat.
Les thèmes clés de son travail, tels que la migration, l'orientation sexuelle, la différence, l'étrangeté et les identités mixtes sont directement liés à certaines de ses expériences personnelles, sur lesquelles elle s'appuie pour déployer son œuvre philosophique.
Ahmed obtient son premier diplôme à l'Université d'Adélaïde et sa thèse au Center for Critical and Cultural Theory de l'Université de Cardiff. Après avoir enseigné à l'Université de Lancaster et à Goldsmiths College dont elle démissionne en 2016, elle travaille comme chercheuse indépendante et vit dans la périphérie de Cambridge avec sa compagne, la sociologue Sarah Franklin, qui enseigne à l'Université de Cambridge.

## Carrière et travaux
Après avoir travaillé à l'Institute for Women's Studies de l'Université de Lancastre de 1994 à 2004 dont elle a été l'une des directrices, Ahmed a été nommée au département des médias et des communications du Goldsmiths College de l'Université de Londres en 2004. Elle y a été la première directrice du Centre de recherche féministe, créé « pour consolider l'histoire féministe de Goldsmiths et pour aider à façonner l'avenir féministe de Goldsmiths. »
Au printemps 2009, Ahmed a été titulaire de la chaire Laurie New Jersey d'études féministes à la Rutgers University et, au printemps 2013, de la chaire Diane Middlebrook et Carl Djerassi d'études sur le genre à l'Université de Cambridge, où elle a mené des recherches sur le thème « Willful Women : Le féminisme et l'histoire de la volonté ». En 2015, elle a été l'oratrice principale de la conférence annuelle de la National Women's Studies Association.
En 2016, Ahmed démissionne de son poste à Goldsmiths pour protester contre le harcèlement sexuel présumé d'étudiantes par le personnel de l'établissement. À la suite de quoi, elle tient un blog (feministkilljoys.com), un projet qu'elle continue de mettre à jour régulièrement. Le blog accompagne la rédaction de son livre Vivre en féministe (2017) tout en lui permettant de s'adresser à un plus large public ; les billets du blog deviennent des chapitres et le livre devient matière à bloguer.
C'est au travers de ce blog qu'apparaît la figure de la féministe rabat-joie, qui fera l'objet d'un livre en 2023, le Manuel rabat-joie féministe. L'expression « féministe rabat-joie », dit-elle, est « devenue un dispositif de communication, un moyen d'atteindre les personnes qui reconnaissaient en elle quelque chose de leur propre expérience. »

## Travaux

### Livres

#### Traduits en français
- Phénoménologie queer: Orientations, objets et autres (2006), traduit de l'anglais par Laurence Brottier, Éditions du Manuscrit/Éditions de la rue Dorion, 2022  (ISBN 9782304052824)
- Vandalisme queer, traduit de l'anglais par Mabeuko Oberty et Emma Bigé, Burn Août, 2024  (ISBN 9782493534057)
- Manuel rabat-joie féministe (2023), traduit de l'anglais par Mabeuko Oberty et Emma Bigé, La Découverte, 2024  (ISBN 9782348081644)
- Vivre une vie féministe, traduit de l'anglais par Sophie Chisogne, Hors d'atteinte (Marseille), 2024 (ISBN 9782382571538), paraît sous le titre Vivre en féministe, Éditions de la rue Dorion (Montréal), 2024  (ISBN 978-2-924834-55-8).

#### En langue originale
- Differences that Matter: Feminist Theory and Postmodernism [Des différences qui comptent: théorie féministe et post-modernisme], Cambridge University Press, 1998[16]
- Strange Encounters: Embodied Others in Post-Coloniality [Étranges rencontres: le corps des autres dans la post-colonie], Routledge, 2006[17]
- The Cultural Politics of Emotion [La Politique culturelle des émotions], Edinburgh University Press, 2004 (rééd. 2014)
- The Promise of Happiness [La promesse du bonheur], Duke University Press, 2010
- Vithetens Hegemoni [L'hégémonie blanche], Tankekraft Förlag, 2011 (suédois)
- On Being Included: Racism and Diversity in Institutional Life [Sur l'inclusion: du racisme et de la diversité dans la vie des institutions], Duke University Press, 2012[18]
- Willful Subjects [Des sujets obstinés], Duke University Press, 2014[19].
- What's the Use? On the Uses of Use [À quoi ça sert? Sur les usages de l'usage], Duke University Press, 2019[20].
- Complaint! [La plainte!], Duke University Press, 2021[21].

### Articles traduits en français
- Sara Ahmed (trad. Oristelle Bonis), « Les rabat-joie féministes (et autres sujets obstinés) », Cahiers du Genre, vol. 53, no 2,‎ 2012, p. 77 (ISSN 1298-6046, DOI 10.3917/cdge.053.0077, lire en ligne, consulté le 4 novembre 2020)
- Sara Ahmed (trad. Emma Bigé et Daphné Pons), « Orientations. Vers une phénoménologie queer », Multitudes, vol.  no 82, no 1, 14 avril 2021, p. 197–203  (ISSN 0292-0107), DOI 10.3917/mult.082.0197, lire en ligne, consulté le 24 décembre 2021
- Sara Ahmed (trad. Emma Bigé), « Vandalisme queer », Trou noir, #5 (2020) [lire en ligne]
- Sara Ahmed (trad. Alison Bouffet, Gabriel Briex, Marouane Essadek, Marie Labussière, Emmanuel Levine, Isabelle Saint-Saens, Fred Salin, et Julien Tribotté), « Déclarations de blanchité : la non-performativité de l’antiracisme », Mouvements, 14 décembre 2020, [lire en ligne]